# 许溯忠
许溯忠（1914年2月28日—2014年4月2日），四川乐山人，中华民国军事人物。
1937年毕业于南京陆军军官学校，后担任中国国民革命军陆军第20军113師397旅793团军需。之后升任空军第二转运所、空军第三大队上尉军需长，此后参加淞沪会战、武汉会战，长沙会战等。1942年，参加中国远征军。2014年去世。